# Glenea rufopunctata
Glenea rufopunctata là một loài bọ cánh cứng trong họ Cerambycidae.